# William Neil
William Waugh Neil (Roslin, 10 novembre 1944) è un ex calciatore scozzese, di ruolo attaccante.

## Caratteristiche tecniche
Era un'ala sinistra.

## Carriera
Inizia la carriera con i dilettanti scozzesi del Bonnyrigg Rose Athletic, per poi nel 1964 trasferirsi al Millwall, club della quarta divisione inglese, con cui all'età di 20 anni esordisce tra i professionisti.
In particolare, con la maglia dei Lions tra il 1964 ed il 1966 conquista due promozioni consecutive, dalla quarta alla seconda divisione, categoria nella quale esordisce nel corso della stagione 1966-1967; dal 1966 al 1970 gioca per quattro stagioni consecutive da titolare con il Millwall in questa categoria, nella quale milita poi anche nel biennio successivo, anche se con un ruolo minore. Si ritira nel 1972, all'età di 28 anni, dopo complessive 187 presenze e 23 reti nei campionati della Football League e complessive 210 presenze e 27 reti fra tutte le competizioni ufficiali con la maglia del Millwall, unico club professionistico in cui ha giocato (e nella cui Hall of Fame è stato inserito anni dopo il suo ritiro dall'attività agonistica).
Dopo il ritiro è entrato nello staff tecnico del Millwall.